# Retiro Obrero

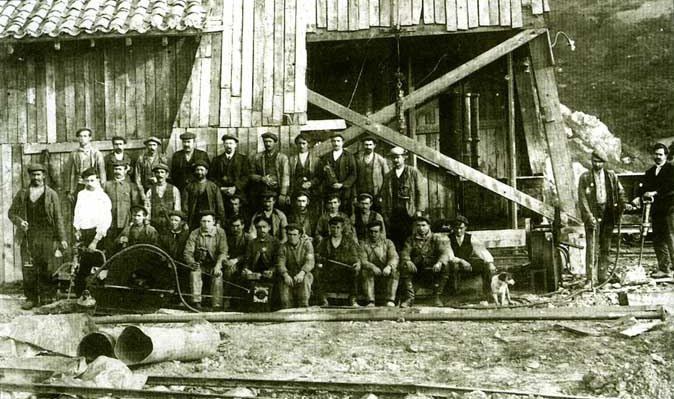
Imagen de un grupo de obreros durante la construcción del pozo Calero, en las minas de Barruelo de Santullán (1912).

El Retiro Obrero obligatorio, establecido en 1919, fue el primer seguro social público de cobertura de vejez que se implantó en España.

## Normativa
La normativa fundamental en esta materia fue el decreto de 11 de marzo de 1919, aprobado bajo la presidencia del conde de Romanones y el Reglamento General del Régimen obligatorio de Retiro obrero aprobado por Real Decreto de 21 de enero de 1921.
El sistema establecía una edad de jubilación a los sesenta y cinco años, en el que se incluía a todos los trabajadores con una remuneración inferior a 4.000 pesetas al año y una cotización obligatoria por parte de las empresas que complementaba el Estado por los trabajadores en activo.

### Pensión
A efectos del cobro, se clasificaba a la población asegurada en dos grupos:
- El primero estaba formado por los obreros, que a la entrada en vigor de la ley, tuvieran entre 16 a 45 años, para los cuales se fijaba una pensión inicial de 365 pesetas anuales, a través de imposiciones a capital cedido. El disfrute de esta cantidad estaba condicionado a la continuidad en la provisión de trabajo; en caso contrario, la anualidad a cobrar se correspondía con la suma de los importes aportados.
- Para los trabajadores de más de 45 años, se renunció al sistema de capitalización, no se garantizaba ninguna pensión y se estableció unas libretas que recogían las aportaciones realizadas que podían ser complementadas por los obreros y que a partir del momento de la jubilación se cobraban.

Las pensiones previstas tenían una naturaleza de seguro de mínimos, concebidas como elemento de lucha contra la pobreza y no buscaban mantener la renta de los trabajadores más allá de la jubilación, al no tener las aportaciones relación con las retribuciones laborales. Es preciso poner de manifiesto que la pensión de 365 pesetas anuales, una peseta diaria, representaba entre el 10 y el 20 por ciento del salario medio de los obreros.

### Financiación y cotización
La aportación anual de la prima del seguro, que era de carácter obligatorio, estaba constituida por dos partes. En primer lugar el Estado contribuía con 12 ptas por persona y año y en segundo lugar, la aportación patronal obligatoria que consistía en una cuota única de 36 pesetas anuales para todo los trabajadores, independiente de su edad y su remuneración. De esta manera, el funcionamiento práctico del Retiro Obrero se regía por cuotas anuales totales de 48 pesetas para todo individuo, asumiendo la continuidad en la provisión laboral.
El obrero no realizaba ninguna aportación o cotización periódica para la pensión. El reglamento lo justificaba de la siguiente forma en su exposición: 

La experiencia aconsejó que se trazase un primer período durante el cual pudieran obreros y patronos adquirir los nuevos hábitos que esta reforma social demanda. Si bruscamente se impusieran al obrero la obligación de contribuir a la formación de las pensiones, una gran masa de trabajadores procuraría eludirla, y acaso lo lograra fácilmente; y aun consentiría también que, en algunos casos, los patronos eludieran la contribución respectiva, con lo cual el precepto del Estado hubiera perdido toda eficacia.
Atendiendo a estas razones, se decidió que durante ese período inicial las imposiciones fueran sólo obligatorias para el patrono y para el Estado. De esta manera, los obreros, por sí o por medio de sus organizaciones, defenderán su derecho, siendo vigilantes celosos e insustituibles del cumplimiento del régimen; y el ejercicio de ese mismo derecho los preparará para que acepten mañana de buen grado una obligación cuyas provechosas consecuencias habrán podido estimar. Por otra parte, en este Reglamento se estimula a los trabajadores para que voluntariamente contribuyan a mejorar sus pensiones, presentándoseles, si lo hacen, con una nueva bonificación, privándoseles, en caso Contrario, del derecho a una pensión de invalidez, si el azar los incapacitase para el trabajo.
Real Decreto de 21 de enero de 1921 por el que se aprueba el reglamento general para la aplicación del Real decreto de 11 de Marzo de 1919 sobre intensificación del régimen de retiros obreros.

El equilibrio financiero del sistema nunca se llegó a comprobar, puesto que en 1939, cuando comenzaba la jubliación para los que tenían 45 años en 1919, momento de la publicación de la ley, se cambió el sistema y se pasó a un sistema de reparto fijo.

## Antecedentes

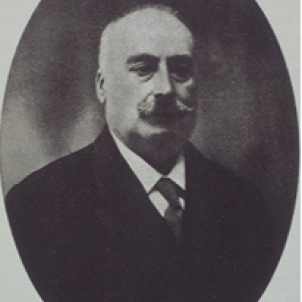
Josep Maluquer fue uno de los principales impulsores de la Seguridad Social en España y en concreto del Retiro Obrero.

Algunas de las primeras iniciativas de carácter privado, anteriores a la intervención del Estado en esta materia, fueron la de la Caja de Ahorros de Guipúzcoa, fundada en 1896 por la Diputación provincial, que creó en 1900 una sección de retiro. Otra iniciativa privada fue la de la Caja de Ahorros y Pensiones de Barcelona. Ambas terminaron porque no fueron capaces de captar los recursos de los trabajadores para su jubilación.
El precedente público más inmediato del Retiro Obrero obligatorio fue la creación del Instituto Nacional de Previsión en 1908. El nacimiento de esta institución representó la manifestación del compromiso público con la protección de la vejez, que se concretó en el establecimiento de distintas modalidades de pensión, de carácter voluntario y libre afiliación, financiado parcialmente por el Estado y con su garantía.
El órgano encargado de la gestión de este seguro voluntario era el propio Instituto Nacional de Previsión. Esta institución mostró las consecuencias positivas de la previsión sobre los presupuestos del Estado,  por cuanto los recursos públicos destinados al aseguramiento compensaban sobradamente el ahorro de gastos que suponía el llamado ‘presupuesto de la imprevisión’, representado por los establecimientos de beneficencia. El éxito del seguro voluntario fue muy moderado alcanzando 78.166 personas afiliadas en 1918.

## Evolución en el tiempo
En 1939, la Ley de 1 de septiembre aprobó el Subsidio de Vejez que sustituyó al Retiro Obrero. Eliminó el sistema de capitalización y estableció un sistema de reparto con pago de pensiones fijas. En 1947, este subsidio se integró en el Seguro de Vejez e Invalidez conocido como el SOVI.